# جوسیا توگوانه
جوسیا توگوانه (انگلیسی: Josia Thugwane؛ زادهٔ ۱۵ آوریل ۱۹۷۱) دونده ماراتن و دونده دو استقامت اهل آفریقای جنوبی بود.
از افتخارات وی میتوان به کسب مدال طلا دو ماراتن در بازی‌های المپیک تابستانی ۱۹۹۶ اشاره کرد.